# گونزروده
گونزروده (به آلمانی: Günserode) یک منطقهٔ مسکونی در آلمان است که در Kyffhäuserland واقع شده‌است. گونزروده  ۱۶۱ نفر جمعیت دارد.